# Тис канадский
Тис канадский (лат. Táxus canadensis) — вид кустарников рода Тис из семейства Тисовые (Taxaceae).
Распространён в центральной и восточной части Северной Америки от Ньюфаундленда до Нью-Джерси, Манитобы и Айовы. Произрастает в болотистых лесах, оврагах, по берегам рек и озёр.

## Биологическое описание
Вечнозелёный однодомный кустарник, иногда низкое дерево до 1-2,5 м высотой.
Кора буроватая. Хвоя длиной 1,0-2,5 см и шириной около 2 мм, желтовато-зелёная сверху, плоская, слегка изогнутая, с острым концом. Плоды ягодоподобные, шаровидные. Растёт относительно медленно, морозостоек.
Древесина, кора и листья тиса содержат алкалоид таксин и потому ядовиты для человека и многих других животных.